# 宮田征典
宮田 征典（みやた ゆきのり、1939年11月4日 - 2006年7月13日）は、群馬県前橋市出身のプロ野球選手（投手）・コーチ、解説者。
日本球界におけるリリーフ専門投手の草分け的存在で「8時半の男」と呼ばれた。
種部儀康（読売ジャイアンツ同期入団）は義兄。孫の宮田孝将は四国アイランドリーグplus・高知ファイティングドッグスでプレーした元プロ野球選手で、2020年は同球団のアカデミーコーチを務めた。2021年からは同球団の野球スクールコーチを務めている。
大姪は、シンガーソングライター兼グラビアアイドルの宮田みほ。

## 経歴

### 大学まで
子供の頃は利根川でよく泳ぎ、小学校5年生から中学生までは水泳好きで水泳部に所属していたが、中学校でいとこに誘われたことをきっかけに野球を始める。前橋高校では王貞治を擁する早稲田実業と練習試合で対戦して完封勝ちし、その名が知られるようになる。1年次の1955年からエースとして活躍し、同年の秋季関東大会県予選では準決勝に進むが前橋商業に敗退。2年次の1956年も秋季関東大会県予選で準決勝に進むが、伊勢崎高校に敗れる。その後、白血病と診断されて大きなショックを受けるが、これは誤診で寄生虫による症状と判明する。しかし、虫を殺す治療として何度も絶食を繰り返したために、体重が27kgも落ちたことがあった。この頃から、神経性の心臓強迫症が出るようになる。それでも3年次の1957年夏には復帰するが、あまり試合で投げることはできなかった。
高校卒業後の1958年に日本大学へ進学し、高木時夫・木村久（のち阪急）らとバッテリーを組み活躍。東都大学野球リーグでは在学中3度優勝を経験。2年次の1959年秋季リーグでは7勝0敗の好成績で3年振りの優勝に貢献、最高殊勲選手に選出される。続く3年次の1960年春季リーグでも連続優勝に貢献したが、最高殊勲選手は、投の二本柱であった同期の竹中惇（のち中日）が獲得した。4年次の1961年には主将となり、春季リーグは竹中が故障で外野手に回ったため孤軍奮闘の末に優勝、2度目の最高殊勲選手に選ばれる。直後の全日本大学野球選手権大会では決勝でエースの村瀬広基を擁する関西大学を降し、東都大学野球リーグ代表として初優勝を飾る。リーグ通算54試合登板、24勝16敗、防御率1.56、194奪三振を記録。大学同期には、竹中のほかに二塁手の大畠康嘉（のち国鉄）がいた。

### 巨人時代
鉄工所を経営していた父親は、大学卒業後に宮田を日立製作所に入れて後継者としての修行をさせるつもりであったが、宮田は父親に黙って日立を断り、判子を持ち出して読売ジャイアンツと契約。アンチ巨人だった父親は怒ったが、1962年に宮田は巨人へ入団した。これには、巨人入団の仮契約を結んでいた竹中惇を中日に引き抜かれたため、巨人監督の川上哲治が代わりの選手を求めたという事情もあった。この際、日本大学監督の香椎瑞穂は宮田について、選手としてはともかくマネージメントをやらせれば立派に働ける旨を、巨人のスカウトに伝えた。なお、一方の宮田は3年で辞めて実家に戻るつもりであったという。
1年目の同年は開幕の一軍メンバーから漏れるが、二軍ではイースタン・リーグで6勝を挙げて、6月に一軍に昇格。同期の城之内邦雄が社会人からの入団ということもあって1年目から開幕投手を務め、24勝を挙げる活躍を見せたが、一方の宮田は別所毅彦コーチの下で雌伏の日々が続いた。大学時代まではスリークオーターであったが、サイドスローやアンダースローを試し、最終的にはオーバースローに落ち着くが、この試行錯誤で体の使い方を覚えて、球速もアップしたという。この1年目は4試合の先発も経験するなど28試合に登板し、2勝を挙げる。同年オフに宮田が心臓疾患を患い、先発として長いイニングを投げることが困難になったため、川上は宮田を救援投手に専念させることに決める。
2年目の1963年には当時としては珍しいリリーフ専門となり、46試合に救援登板して、交代完了はリーグトップの25試合を数え、6勝4敗、防御率1.88を記録。規定投球回には届かなかったが、短いイニングならプロでやっていけるという自信につながった。この年の救援としてのフル回転ぶりは「ON砲に一発がない日があっても宮田がブルペンにいないときはない」と言われるほどで、川上からも「宮田の6勝は15勝以上の価値がある」と評された。当時はセーブ制度がなく先発中心の時代で、リリーフ投手が登板する試合は敗戦試合であることが往々にしてあったが、宮田は同点試合・勝利試合に多く登板した。同年の西鉄との日本シリーズでは2試合に登板し、第4戦で藤田元司をリリーフするが、6回には田中久寿男に決勝適時打を喫し敗戦投手となる。
1964年は救援として投げる傍らで、先発陣の不調から5月に入ると先発もこなし、5月下旬までに6勝を重ね防御率も一時はリーグトップに立った。先発陣の一角に食い込める位置まで達していたが、5月27日の阪神戦で投球時に右肩を亜脱臼し戦線離脱。宮田曰く「当時は野球による肩の痛みは“野球肩”と言われて、ロクな治療をしてもらえない。ごまかしながら投げていたら完全に壊しました」と言い、リハビリの日々が始まった。父親に脱臼を報告するとそのまま辞めて家業を継ぐように言われるが、その言葉に反発する。一度は引退も覚悟した肩痛であったが、まず故障した原因を考え、それが肩回りの筋力が弱いことだと判ると、鉄アレイや自作の器具でトレーニングを積んで落ちた筋肉を付け直す。当時は肩の筋肉の強化法が確立されておらず、全て自己流でトレーニングする傍ら、実家に投球練習場を作ってピッチングをし、捕手替わりに白いペンキでストライクゾーンを描いたキャンバスを立木の間に張って投げた。この一人練習は11月から始め、12月を過ぎ1月になると、自分でも分かるほどにボールに伸びが出て、肩に不安を感じることがなくなった。体の仕組みや正しい投球フォームを徹底的に追及することで投球の精度が上がり、抜群の制球力を得る。
1965年は故障も癒えて救援として獅子奮迅の活躍で、8月半ばまでに17勝2敗、防御率1.74の好成績を挙げ、 オールスターゲームのファン投票では村山実や金田正一を退け1位で選出された。8月末以降疲労により調子を崩すが、最終的にリーグ最多の69試合に登板し20勝（うちリリーフで19勝、さらに現在の規定ならば22セーブ）、防御率2.07（リーグ4位）の好成績を収める。交代完了46試合は当時の日本プロ野球記録であったが、400勝を目指す現役晩年の金田正一の後を受けてロングリリーフすることも多く、登板イニング数が伸びた一因と思われる。後楽園の場内アナウンスを担当していた務台鶴が、宮田が登板する時間帯が午後8時30分（8時半）前後であることに気づき、「宮田さんは、よく8時半頃に登板するのね」と発言したことがきっかけになり、8時半の男のニックネームが付けられた。20勝目は10月6日の阪神戦（後楽園）で、8回から2イニングを走者を出さずに抑えて達成した。同年の最優秀選手（MVP）は本塁打王・打点王の二冠を獲得した王に僅か5票差でさらわれるが、川上は親しい記者に「宮田にやれなかったのか」と漏らしたほどであったといい、選出された王も後年「MVPに選ばれたけど、自分では宮田さんだろうと思った年もあった」と語っている。それまでリリーフは先発をこなせないような二線級投手が担っていたが、この年の宮田の活躍によりリリーフ専門投手が脚光を浴びるようになった。同年の南海との日本シリーズでは3試合に登板し、第2戦では4回を無失点に抑え、延長10回表の長嶋茂雄の2点決勝本塁打で勝利を掴む。第4戦は城之内をリリーフし、2回を無失点に抑え延長10回サヨナラ勝ち。2勝を記録して最優秀投手賞に選ばれている。
川上から抑え役を命じられた時に素直に従い、まだ誰もやったことのない仕事に挑む意欲は強かった宮田は、毎日ブルペンに入り、2日に1回は出番が来るといったスケジュールが予想される中で、規則正しい生活は欠かせないと考え、万全を期すために精密な日課表を作った。内容は朝7時の起床に始まり、食事、散歩、昼寝、球場入りしてからの練習、ミーティング、ブルペン入りから帰宅して眠りに就くまでのスケジュールが細かく記され、練習内容についても、体操は何分間、ダッシュは何mのものを何本という具合に実に詳しく記した。
1966年は前年度の酷使の影響で調子が上がらない中で、6月中旬までに5勝を重ねる。宮田は疲れを取るためにインスリン注射を打っていたが、その副作用で食事の量が増え動物性脂肪肝となり、6月末から9月末までの長期間の入院を余儀なくされた。結局7月以降出場機会はなく、僅か15試合の登板に留まる。1967年は5月16日までは2勝1敗、防御率0.64と開幕当初は好調であった。5月末以降肝機能障害により調子を崩し、救援に次々失敗して6月中旬には二軍落ちし、シーズンでは2勝5敗、防御率5.21に終わる。1968年は春の宮崎キャンプで右肘を故障、右腕の血行障害もあり、シーズン当初は二軍暮らしとなる。6月後半から一軍に昇格すると、勝ち試合の終盤でしばしば起用され「8時半の男復活」と呼ばれた。シーズン途中から戦列復帰であったが、30試合に登板して交代完了は21試合に及び、3勝2敗、防御率3.38を記録した。1969年はシーズンを通して調子が上がらず、投手として通用しないことを悟るとオールスター後は毎日のようにフリーバッティングの打撃投手を務め、最後までチームに尽くそうとした。同年限りで現役を引退。

### 現役引退後
引退後はラジオ関東「バッチリナイター」解説者（1970年 - 1974年）を経て、巨人（1975年・1992年 - 1996年・2001年一軍投手コーチ, 1976年・1987年 - 1991年二軍投手コーチ, 1999年二軍投手総合コーチ, 2000年一・二軍統括投手総合コーチ）、日本ハム（1977年 - 1982年二軍投手コーチ）、西武（1985年一軍投手コーチ, 1986年二軍投手コーチ）、中日（1998年一軍投手コーチ）でコーチを歴任。コーチ業の合間を縫って、日本テレビ、文化放送『ホームランナイター』（1983年 - 1984年）、中京テレビ『SPORTS STADIUM』、ラジオ日本『ジャイアンツナイター』（1997年・2002年 - 2006年）解説者を務めた。よく球場へ出向いて自分の教え子達にアドバイスを行っていたほか、郷里・群馬の赤城山麓に練習所を構えて少年野球の指導を行うなど、野球の発展にも力を尽くした。
巨人1期目は宮田のラジオでの解説を聞き、その投球理論の確かさに感銘した長嶋の要請で抜擢されたが、球団史上初の最下位に終わり、二軍に降格して解任された。コーチ2期目は桑田真澄を立ち直らせ、石毛博史を育て、川口和久にリリーフ転向を誘った。木田優夫は「宮田さんには、つきっきりで投げ方の指導や、すべてを教わりました。1年目が終わったオフは12月末まで練習して、1月5日くらいから始動。マンツーマンでもうキャッチボールの初球から「投げ方が違う!」と怒られました。それくらい徹底して教えてもらいました。また、抑え投手のルーティンなどが書かれたメモも見せてもらうなど、いろいろ教えてもらいましたね。」と述べている。巨人で選手、コーチで同僚であった関本四十四は「コーチとしても素晴らしい再生屋だった。一度フォームをバラバラに解体して、投手を作り直す。オレも巨人で一緒に投手コーチをやったが、宮田さんの見事な再生屋ぶりには、感嘆するしかなかったね。今でこそ誰も持っている、チャックのついた手帳を最初に使ったのも、宮田さんだった。ブルペンでの投球数から始まり、事細かに書き付けた宮田さんのチャック付きの手帳は、これまた元祖だったね。」と述べている。3期目には現役時代に作成した前述の日課表を若手を指導する教材として活用し、シャドウピッチングをさせる際にはフォームの点検の目安にテニスのラケットやタオルを持たせていた。巡回コーチとしては、朝は8時によみうりランドの練習場に出向いて二軍の投手をコーチし、午後1時にはランドを出発して東京ドームへ移動し、一軍投手の練習と試合を見て、試合後に長嶋に投手の調子などを報告すると共に、レポートを提出。ドームを出るのは12時前後になる生活を1年続け、職責を十分に果たしたが、一軍投手のローテーションに関与する権限は与えられなかった。岡島秀樹のフォームの特徴には触れず、抑えに使って25セーブ、防御率を2.76まで良化させた。
投手の起用を巡って一軍投手コーチの鹿取義隆とぶつかり、
鹿取は2000年コーチ留学の為退団。2001年は1軍投手コーチを務めたが6月以降は投手陣崩壊で停滞チーム防御率4.45とリーグ最下位を記録し優勝を逃した。広島の長内孝コーチの要望で宮田が新井貴浩に投げ方を教え新井はスローイングを改善させた。
日本ハム時代には岡部憲章・工藤幹夫・川原昭二を送り出し、岡部には「お前は走ってなんぼ」と言って陸上部のように毎日走らせて鍛えた。徹底的なランニングメニューで、岡部はグラウンドに行くのが嫌になり、吐きそうになるほど走らされた。走り込みによる下半身強化に加え、炊く前の米粒を茶碗半分ほどテーブルの上に用意し、指先で一粒一粒つまんで茶碗に入れるトレーニングも課題として与えた。宮田は「指先の感覚が良くないから」という理由でトレーニングを命じたが、岡部は走り込みを重ねて疲れ切った練習後、寝る前に寮の自室などで、地道に米粒をつまむ作業を繰り返した。この作業は元々、麻痺を抱えた人たちのリハビリとして行われていたものであった。岡部は1年間の「米粒トレ」と下半身強化で捕手が構えたところに投げられるようになり、確かな効果を生んだ。川原にはスライダーを教えたほか、一本歯の下駄で弱点の足首を鍛えた。
西武時代には当時若手であった工藤公康を指導した。工藤の下半身が弱い欠点を見つけて、 工藤の速球を138kmから148kmまで速くして一本立ちさせた。
中日のコーチになったのは星野仙一監督に招聘されたものであり、肩の故障から伸び悩んでいた野口茂樹を14勝、防御率トップのエース級、新人の川上憲伸を防御率2位の投手に育てた。門倉健も宮田にアドバイスを受け、長身を生かして相手に威圧感を与えつつ、球威もアップさせることを目的に、グラブを高く掲げて重心を後ろに残し、前のめりにならないようにするフォームへの改造と、低めへの制球力改善に取り組んだ。就任時は「投手のことは全て任せる」という約束であったが、肩痛からの復帰がかかった今中慎二を先発から外したローテーションを作った際、星野はもう一度だけと先発のチャンスを与えている。3年連続で4点台と低迷していたチーム防御率を12球団1位の3.14としたが、中日のコーチを体調不良を理由に1年で辞任。その後巨人の投手コーチに復活したが、星野によると巨人の上層部から「なぜ中日のピッチャーが急によくなったんだ。なぜ宮田を出した。絶対に奪い返せ」という大号令があったのだという。
広島の長谷川昌幸も低迷時に球団の了承のもと当時解説者の宮田の指導を仰ぎ、翌年二桁勝利を挙げた。
2006年7月13日午後2時11分、肝不全のため、前橋市内の病院で死去。享年66歳。

## 選手としての特徴・人物
どんなピンチであっても顔色一つ変えないポーカーフェイスで、打者の心理を巧みに読むことを得意とした。持ち前の伸びのある直球、ドロップの握りを微妙に変えて様々に変化させる「ミヤボール」、そして正確な制球力が武器であった。ミヤボールは人差し指と中指で浅く挟み親指とでボールを横に握って真上から投げ下ろす感じで投げ、ゆらゆら揺れながら落ちた。宮田自身によるとシンカーに近いカーブであったという。
宮田自身は発作性心臓頻脈症の持病を持っていたために100球以上投げられず、先発投手としては厳しい状況であった。そこで、投手コーチであった藤田元司と協議して救援投手を専門とすることになるが、心臓の持病の影響で1球ごとの間合いを長く取って投げるのが特徴であった。宮田は投球に際して、マウンドで一瞬投球動作に入るような雰囲気を作るが、あくまでも雰囲気であって投球動作には入らない。ここで、打者は集中するために呼吸を止めて投球を待つ。しかし、宮田は20秒間が過ぎても投球動作に入らず、打者が苦しくなって再び呼吸をしてしまうことで、打者の集中力をそらしていた。このことは打者のタイミングを外すのに効果的であったが、宮田が実績を挙げるようになると、「投手はボールを受けた後、20秒以内に打者に投球しなくてはならない」とする公認野球規則8.04投球の遅延に違反しているとして他球団から批判を受けた。
持病のために心臓の脈が乱れ、宮田は僅かなグラブの動きで監督の川上に交代のサインを送るも続投となるが、しっかり打者を打ち取ってから、何事も無かったかのようにベンチへ戻った。あるいは、このままマウンドで死んでもいいと思ったことが何度もあったという。
救援投手に専念するようになってから、5、6分、球数にして10球から20球という、極めて短い時間のウォーミングアップで肩を作ることが出来、登板の準備ができたという。
「8時半の男」は、宮田本人も大変気に入っていたネーミングであったようで、求められるサインには必ず「8時半の男」と記していた。コーチ時代はどの球団でも背番号「85」をつけていたがこれは宮田の希望で「8」時＋半分、つまり5割の「5」＝「8時半」の意味を含んでいた。また、『ズームイン!!SUPER』や『ズームイン!!サタデー』でスポーツコーナーを担当していた時期には、現役時代の「8時半の男」と、当時のスポーツコーナーの開始時刻（6時30分ごろ）をかけて「6時半の男」と番組内で呼ばれていた。

## 詳細情報

### 年度別投手成績
| 年 度     | 球 団     | 登 板 | 先 発 | 完 投 | 完 封 | 無 四 球 | 勝 利 | 敗 戦 | セ 丨 ブ | ホ 丨 ル ド | 勝 率 | 打 者 | 投 球 回 | 被 安 打 | 被 本 塁 打 | 与 四 球 | 敬 遠 | 与 死 球 | 奪 三 振 | 暴 投 | ボ 丨 ク | 失 点 | 自 責 点 | 防 御 率 | W H I P |
| --------- | --------- | ----- | ----- | ----- | ----- | -------- | ----- | ----- | -------- | ----------- | ----- | ----- | -------- | -------- | ----------- | -------- | ----- | -------- | -------- | ----- | -------- | ----- | -------- | -------- | ------- |
| 1962      | 巨人      | 28    | 4     | 1     | 0     | 0        | 2     | 3     | --       | --          | .400  | 295   | 74.2     | 65       | 6           | 11       | 0     | 0        | 46       | 1     | 0        | 26    | 21       | 2.53     | 1.02    |
| 1963      | 巨人      | 47    | 1     | 0     | 0     | 0        | 6     | 4     | --       | --          | .600  | 431   | 110.0    | 73       | 4           | 44       | 5     | 1        | 74       | 3     | 1        | 30    | 23       | 1.88     | 1.06    |
| 1964      | 巨人      | 35    | 4     | 3     | 1     | 2        | 7     | 5     | --       | --          | .583  | 379   | 96.2     | 67       | 4           | 33       | 0     | 1        | 74       | 1     | 1        | 26    | 25       | 2.33     | 1.03    |
| 1965      | 巨人      | 69    | 2     | 1     | 0     | 1        | 20    | 5     | --       | --          | .800  | 627   | 164.2    | 120      | 14          | 25       | 3     | 2        | 145      | 3     | 0        | 41    | 38       | 2.07     | 0.88    |
| 1966      | 巨人      | 15    | 0     | 0     | 0     | 0        | 5     | 3     | --       | --          | .625  | 136   | 33.2     | 30       | 5           | 10       | 3     | 0        | 18       | 0     | 0        | 9     | 8        | 2.14     | 1.19    |
| 1967      | 巨人      | 28    | 0     | 0     | 0     | 0        | 2     | 5     | --       | --          | .286  | 170   | 38.1     | 39       | 6           | 14       | 0     | 1        | 34       | 1     | 0        | 24    | 22       | 5.17     | 1.38    |
| 1968      | 巨人      | 30    | 0     | 0     | 0     | 0        | 3     | 2     | --       | --          | .600  | 221   | 56.0     | 45       | 9           | 16       | 1     | 0        | 46       | 1     | 0        | 24    | 21       | 3.38     | 1.09    |
| 1969      | 巨人      | 15    | 1     | 0     | 0     | 0        | 0     | 3     | --       | --          | .000  | 88    | 21.0     | 19       | 8           | 8        | 0     | 0        | 23       | 2     | 0        | 16    | 16       | 6.86     | 1.29    |
| 通算：8年 | 通算：8年 | 267   | 12    | 5     | 1     | 3        | 45    | 30    | --       | --          | .600  | 2347  | 595.0    | 458      | 56          | 161      | 12    | 5        | 460      | 12    | 2        | 196   | 174      | 2.63     | 1.04    |

- 各年度の太字はリーグ最高

### 表彰
- 日本シリーズ最優秀投手賞：1回 （1965年）

### 記録
初記録
- 初登板：1962年6月5日、対大洋ホエールズ7回戦（後楽園球場）[57]

その他の記録
- オールスターゲーム出場：1回 （1965年）

### 背番号
- 24 （1962年 - 1969年）
- 83 （1975年 - 1982年）
- 85 （1985年 - 1996年、1998年 - 2001年）

## 関連情報

### 主な書籍
- 『一流投手を育てる』草思社、2002年、ISBN 4794211570。自身の長年のコーチ経験を基に書かれた投手育成論。